# Complexión física
La complexión física (también, simplemente complexión) (del latín complexio, a su vez compuesto por el prefijo con-, "junto, total"; plexus, "entrelazado"; sufijo -ción, "acción, efecto") se refiere al conjunto de características físicas de un individuo (es decir, la relación entre sus sistemas orgánicos), lo que determina su aspecto, su estructura corporal (sobre todo su estructura ósea), su fuerza y su vitalidad.

## Diferencias individuales
El cuerpo de una persona puede ser pequeño, mediano o grande, según la relación entre la circunferencia de la muñeca y la estatura del sujeto.[cita requerida]

## Mujeres
| complexión\estatura | < 1,57 m   | 1,58 a 1,67 m  | > 1.67 m       |
| Pequeña             | < 13 cm    | < 15,2 cm      | < 15,6 cm      |
| Mediana             | 13 a 14 cm | 15,2 a 15,8 cm | 15,8 a 16,5 cm |
| Grande              | > 14 cm    | > 15,8 cm      | > 16,5 cm      |

## Hombres
| complexión\estatura | < 1,58 m | 1,58 a 1,67 m | > 1,67 m       |
| Pequeña             | <12,3 cm | --            | 13,9 a 16,5 cm |
| Mediana             | --       | --            | 16,5 a 19,0 cm |
| Grande              | --       | --            | > 19,0 cm      |